# Olympische Winterspiele 1928/Bob
Bei den II. Olympischen Winterspielen 1928 in St. Moritz fand ein Wettbewerb im Bobfahrern statt. Austragungsort war die künstlich angelegte Naturbahn Bobsleigh-Run mit einer Länge von 1,570 m, einem Höhenunterschied von 120 m und 16 Kurven. Die Internationale Bobföderation FIBT beschloss den «ventre à terre»-Stil einzuführen, bei dem die Besatzung mit dem Kopf nach vorn auf dem Schlitten lag. Wie schon 1924 war es den Bobteams freigestellt, ob sie mit vier oder fünf Athleten starten wollten (in St. Moritz machten alle von der Höchstzahl der Besatzungsmitglieder Gebrauch). Bereits im darauf folgenden Jahr wurde der «ventre à terre»-Stil wegen seiner Gefährlichkeit von der FIBT wieder verboten, ebenso wurden Sturzhelme zur Pflicht gemacht.

## Medaillenspiegel
| Platz | Land               | Gold | Silber | Bronze | Gesamt |
| ----- | ------------------ | ---- | ------ | ------ | ------ |
| 1     | Vereinigte Staaten | 1    | 1      | –      | 2      |
| 2     | Deutsches Reich    | –    | –      | 1      | 1      |

## Ergebnis
(alle Zeiten in min)
| Platz | Land | Sportler | 1. Lauf | 2. Lauf | Gesamt |
| ----- | ---- | --- | ------- | ------- | ------ |
| 1     | USA  | USA II: Billy Fiske Nion Tucker Geoffrey Mason, Clifford Gray Richard Parke                                                | 1:38,9  | 1:41,6  | 3:20,5 |
| 2     | USA  | USA I: Jennison Heaton Thomas Doe David Granger, Lyman Hine Jay O’Brien                                                    | 1:42,3  | 1:38,7  | 3:21,0 |
| 3     | GER  | Deutschland II: Hanns Kilian Valentin Krempl Hans Heß, Sebastian Huber Hans Nägle                                          | 1:41,7  | 1:40,2  | 3:21,9 |
| 4     | ARG  | Argentinien I: Eduardo Hope Justo del Carril Hector Milberg, Horacio Iglesias Horacio Gramajo                              | 1:40,1  | 1:42,5  | 3:22,6 |
| 5     | ARG  | Argentinien II: Arturo Gramajo Ricardo Gonzalez Rafael Iglesias, Mariano De Maria John Victor Nash                         | 1:42,3  | 1:40,6  | 3:22,9 |
| 6     | BEL  | Belgien I: Ernest Lambert Marcel Sedille-Courbon Léon Tom, Max Houben Walter Ganshof                                       | 1:39,8  | 1:44,7  | 3:24,5 |
| 7     | ROM  | Rumänien II: Grigore Socolescu Ion Gavăț Traian Nițescu, Toma Ghițulescu Mircea Socolescu                                  | 1:43,8  | 1:40,8  | 3:24,6 |
| 8     | SUI  | Schweiz I: Charles Stoffel René Fonjallaz Henry Höhnes, Emil Coppetti Louis Koch                                           | 1:43,1  | 1:42,6  | 3:25,7 |
| 9     | GBR  | Großbritannien II: Henry Martineau Walter Birch John Dalrymple, John Gee Edward Ramsden Hall                               | 1:41,7  | 1:44,5  | 3:26,2 |
| 10    | GBR  | Großbritannien I: George Pim Guy Tracey David Griffith, Frederick Browning Thomas Warner                                   | 1:40,6  | 1:45,7  | 3:26,3 |
| 11    | MEX  | Mexiko I: Lorenzo Elízaga Mario Casasús Genaro Díaz José Díaz Ignacio de Landa                                             | 1:44,9  | 1:42,8  | 3:27,6 |
| 12    | NED  | Niederlande I: Curt van de Sandt Jacques Delprat Henri Dekking, Edwin Teixeira de Mattos Hubert Menten                     | 1:43,5  | 1:45,5  | 3:29,0 |
| 13    | SUI  | Schweiz II: Jean Mollien John Schneiter René Ansermoz, André Mollien William Pichard                                       | 1:41,7  | 1:48,2  | 3:29,9 |
| 14    | FRA  | Frankreich I: Jean de Suarez d’Aulan Michel Baur William Beamisch, Roger Petitdidier Jacques Petitdidier                   | 1:43,7  | 1:46,3  | 3:30,0 |
| 15    | FRA  | Frankreich II: André Dubonnet Bertrand du Pontavice de Heussey, Joseph Dedeyn Stéphane de la Rochefoucault, Jacques Rheins | 1:45,7  | 1:44,5  | 3:30,2 |
| 16    | BEL  | Belgien II: Charles Mulder Hubert Kryn Ferdinand Hubert, Louis Rooy Robert Langlois                                        | 1:45,0  | 1:46,2  | 3:31,2 |
| 17    | POL  | Polen I: Józef Broel-Plater Jerzy Bardziński Jerzy Łucki, Jerzy Potulicki-Skórzewski Antoni Bura                           | 1:44,8  | 1:46,8  | 3:31,6 |
| 18    | GER  | Deutschland I: Hans-Edgar Endres Paul Martin Karl Reinhardt, Paul Volkhardt Rudolf Soenning                                | 1:48,0  | 1:43,9  | 3:31,9 |
| 19    | ROM  | Rumänien I: Alexandru Berlescu Eugen Ştefănescu, Petre Petrovici Tiţă Rădulescu Horia Roman                                | 1:47,3  | 1:44,9  | 3:32,2 |
| 20    | LUX  | Luxemburg I: Marc Schoetter Raoul Weckbecker, Guillaume Heldenstein Pierre Kaempff Auguste Hilbert                         | 1:45,8  | 1:46,9  | 3:32,7 |
| 21    | ITA  | Italien I: Giancarlo Morpugo Carlo Sem Luigi Cerutti, Giuseppe Crivelli Piero Marchetti                                    | 1:45,0  | 1:49,6  | 3:34,6 |
| 22    | AUT  | Österreich II: Franz Lorenz Franz Wohlgemuth, Eduard Pechanda Benno Karner Richard Lorenz                                  | 1:52,3  | 1:49,7  | 3:42,0 |
| –     | AUT  | Österreich I: Gustav Mader Hugo Weinstengl, Michael Waissnix Walter Sehr Franz Pamperl                                     | 1:44,2  | DSQ     | DSQ    |

Datum: 18. Februar 1924

23 Bobs am Start, davon 22 in der Wertung.
Billy Fiske war zum Zeitpunkt seines Olympiasieges erst 16 Jahre und 260 Tage alt, womit er bis 1992 der jüngste Winter-Olympiasieger überhaupt war. Die beiden Teams aus der Tschechoslowakei verzichteten auf die Teilnahme und gaben forfait. Österreich I verlor unterwegs ein Teammitglied und wurde disqualifiziert. So konnten sich von 25 Teams nur deren 22 klassieren.